# Efecto Flynn

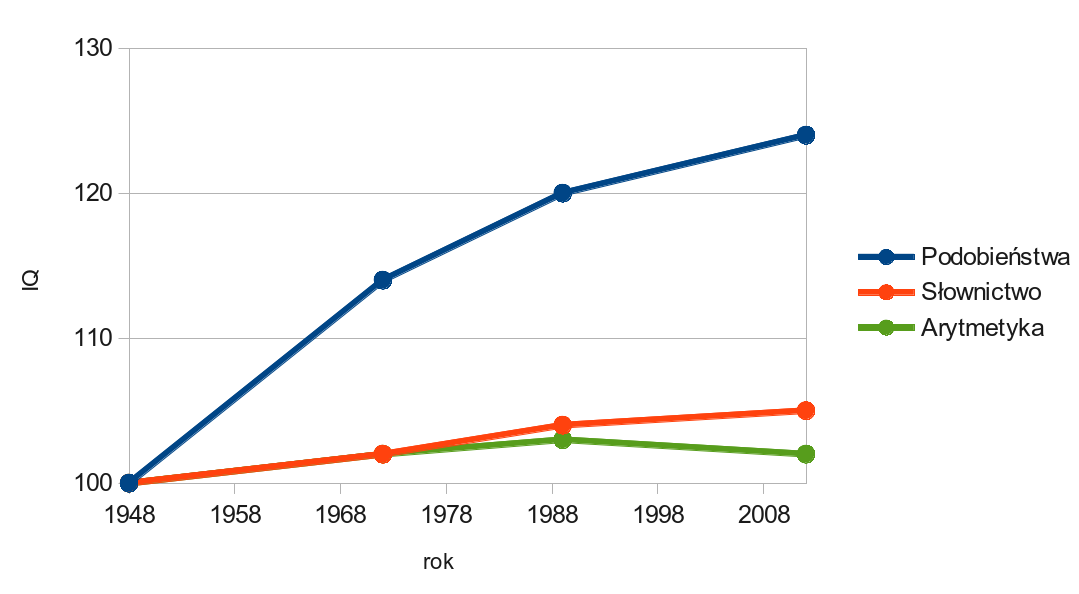
Un gráfico que muestra el efecto Flynn.

El efecto Flynn es la subida continua, año por año, de las puntuaciones de cociente intelectual, un efecto visto en la mayor parte del mundo. Una serie de investigaciones del Reino Unido desde 1938 hasta 2008 estimó la tasa de crecimiento en torno a 2 o 3 puntos de CI por década. Fue llamado así por Richard Herrnstein y Charles Murray en su libro The Bell Curve para hacer referencia al investigador político neozelandés James Flynn, que fue quien dedicó el mayor interés al fenómeno y lo documentó para todas las culturas.
El efecto Flynn es el aumento sustancial y sostenido de las puntuaciones de los tests de inteligencia, tanto fluidos como cristalizados, que se midieron en muchas partes del mundo a lo largo del siglo XX. Cuando los tests de cociente intelectual (CI) se estandarizan inicialmente utilizando una muestra de examinados, por convención la media de los resultados del test se fija en 100 y su desviación estándar en 15 o 16 puntos de CI. Cuando se revisan los tests de CI, se vuelven a estandarizar utilizando una nueva muestra de participantes, normalmente nacidos más recientemente que la primera. De nuevo, el resultado medio se fija en 100. Sin embargo, cuando los nuevos sujetos realizan los tests más antiguos, en casi todos los casos sus puntuaciones medias son significativamente superiores a 100.
El aumento de las puntuaciones de los tests ha sido continuo y aproximadamente lineal desde los primeros años de los tests hasta la actualidad. Por ejemplo, un estudio publicado en el año 2009 descubrió que las puntuaciones medias de los niños británicos en el test de Matrices Progresivas de Raven aumentaron en 14 puntos de CI desde 1942 hasta 2008. Se han observado ganancias similares en muchos otros países en los que las pruebas de CI se han utilizado ampliamente durante mucho tiempo, incluidos otros países de Europa Occidental, Japón y Corea del Sur.
Se han propuesto numerosas explicaciones del efecto Flynn, así como cierto escepticismo sobre sus implicaciones. Se han registrado mejoras similares en la memoria semántica y episódica. Las investigaciones sugieren que se está produciendo un efecto Flynn inverso, es decir, un descenso de las puntuaciones de CI, en Noruega, Dinamarca, Australia, Gran Bretaña, Países Bajos, Suecia, Finlandia, Francia y los países de habla alemana, una evolución que parece haber comenzado en la década de 1990.